# Nephodia latifascia
Nephodia latifascia là một loài bướm đêm trong họ Geometridae.